# Hypsioma rimosa
Hypsioma rimosa är en skalbaggsart som beskrevs av Dillon 1945. Hypsioma rimosa ingår i släktet Hypsioma och familjen långhorningar.
Artens utbredningsområde är Paraguay. Inga underarter finns listade i Catalogue of Life.